# 東洋盟主論
東洋盟主論是福泽谕吉公開提出以「朝鮮盟主論」為核心的日本對外政策理論。東洋盟主論在國際關係上強調，日本應以東洋盟主的角色阻止中國干涉朝鮮，進而聯合朝鮮、指導中國的文明化，是甲午戰爭前玄洋社的亞細亞主義思想的核心。
東洋盟主論退出日本明治時期知識公共議論，跟隨而來的是政治層面「脫亞」意識，日本在國際關係的自我定位進入轉型。福泽谕吉歷經壬午兵變、甲申政變及中法戰爭後，摒棄東洋盟主論，進而視清朝中國和李朝朝鮮兩國遲滯的「古來之政教風俗」為日本引領東亞「文明化」的巨大障礙。

## 背景及論點
日本明治時期的1870年代以後，知識人士熱衷於對外政策議題。於1881年9月，福澤諭吉於〈時事小言〉一文發表了他對亞細亞、特別是中國政策的觀點。福澤主張：文明化的過程由西洋主導，就是亞洲的殖民化；由日本主導，就是亞洲的獨立化。表明日本自身也是被西洋壓迫者，福澤說：「至於立論的主義，在於嚴我武備，伸張國權。武備不止於獨守日本一國，兼而保護東洋諸國，治亂而為其首，根據其目的，規模亦必遠大。 」
1882年3月11日，福澤諭吉在《時事新報》發表其關於日本對朝鮮策略最重要的文章〈論朝鮮交際〉，主張通過對朝鮮施加軍事壓力來建構構築日本在朝鮮的優勢，來使「亞細亞全洲以協心同力防衞西洋人的侵凌」:36。

## 與明治政府對外關係三重論的關係
福澤諭吉於《時事新報》的社論闡述的東洋盟主論，和明治政府要員所持的對外關係三重論，在理念上極為接近：日本自認已文明化，所以應在東亞作為領袖領導東亞的文明化:36。
在明治初年，對外關係三重論構成日本制訂對外政策的思想基調：日本政治精英期待日本能快速地成為東洋的文明國，並希望西洋各國能視日本為文化國；在此同時，日本對外政策對西洋列強抱有強烈的警戒和不信任:35。
近代日本的對外政策中存有三重性判斷標準：首先在「文明與非文明」標準，日本自認為歐美的文明一方，甚強過歐洲的後進國；於「人種與宗教」標準前，日本仍未把自己劃入成西洋，無法完全放心假設歐美列強不會再侵略自己。其次在用「西洋與東洋」來區別世界時，日本自認為仍是東洋一方，進而把朝鮮問題及其相關的問題，視為東洋內部的國際糾紛，劃成「文明與非文明」的對抗:35。

## 轉變
福澤諭吉的思想歷經從东洋盟主论到脱亚论的改變，是日本明治時期的重要歷史轉折點。
1884年12月4日，朝鮮發生甲申政變，日本在朝鮮擴張嘗試受到再次挫折，福澤諭吉在12月26日《時事新報》的社論中把中國和朝鮮比喻為「一體雙頭之怪獸」，意謂著福澤之輩完全放棄原構建的「東洋盟主論」，並改採取「政治脫亞論」來代替:38。
視清朝中國和李朝朝鮮兩國遲滯的「古來之政教風俗」為日本引領東亞「文明化」的巨大障礙，福澤諭吉摒棄東洋盟主論，進而於1885年3月16日在《時事新報》上發表〈脫亞論〉：「為今之謀，不可再有等待鄰國文明共興亞細亞之猶豫， 不如脫離其伍與西洋文明共進退。 」:38

## 影響
於〈時事小言〉主張的東洋盟主論是福澤發表〈脫亞論〉（1885年3月16日）之前關於日本對外策略最重要的文章:36。東洋盟主論和「文明入歐論」相互碰障下產出「政治脫亞論」，展示出現代中日關係史上因國家軍事力量產生國與國的猜忌情況的定律:40。
東洋盟主論在國際關係上，強調日本應以東洋盟主的角色阻止中國干涉朝鮮，進而聯合朝鮮、指導中國的文明化，是甲午戰爭前玄洋社的亞細亞主義思想的核心。
近代日本學界討論中日甲午戰爭爆發成因，不少是研究亞細亞主義日本朝野觀點的轉變，其中具有亞細亞連帶主義傾向的「東洋盟主論」轉變成「脫亞入歐論」的過程特別受學者重視。
甲午戰爭後，中國勢力退出朝鮮，俄國和日本兩國在滿州、朝鮮的競爭，加上中國的瓜分危機，使得「東洋盟主論」擴充為強調亞洲事務由亞洲民族自決的「東洋門羅主義」，而日本自居有東洋盟主的天職或天命來維護東洋和平使命採取軍事及政治行動：日俄戰爭是日本為阻止俄國併吞朝鮮、滿州，日韓合邦是日本為剪除「朝鮮半島—東洋巴爾幹半島」亂源，支援中國革命是日本為了達成「支那保全」來使中國與日本合作，來維持東洋和平、排除歐美勢力。在東洋盟主論擴充為東洋門羅主義的過程中，由於日本歷經了甲午、日俄戰爭的勝利，連帶產生出高度自信的大國意識，膨脹日本代表亞洲連帶理念，也象徵了亞洲連帶意識的消亡。東洋盟主論的歷史發展，也是亞細亞主義及玄洋社被批評為日本帝國主義侵略開端的重要原因。